# Ernst Terres
Ernst Terres (né le 13 janvier 1887 à Metz et mort le 1er juillet 1958 à Munich) est un chimiste allemand. Chercheur dans le secteur minier et pétrolier, il a publié de nombreux travaux dans ce domaine.

## Biographie
Ernst Terres naît le 13 janvier 1887, à Metz, une ville de garnison animée d'Alsace-Lorraine. Il fait des études de sciences naturelles en Allemagne. 
Après son doctorat, Ernst Terres est nommé assistant de recherche à l'Institut de technologie de Karlsruhe en 1911. Nommé professeur associé, il est responsable de département en 1917. En 1925, Ernst Terres est nommé à l'institut de technologie de Brunswick. En 1930, il enseigne à l'institut de technologie de Charlottenburg. De 1933 à 1946, il occupe plusieurs postes à la direction de la société "Edeleanu GmbH", une entreprise du secteur de la pétrochimie, basée à Berlin. 
En 1946, Ernst Terres retrouve un poste de professeur à l'Institut de technologie de Karlsruhe, devenant l'un des meilleurs spécialistes allemands des énergies fossiles de l'après-guerre.
Ernst Terres décéda le 1er juillet 1958 à Munich.

## Publications
Les domaines de recherche prioritaires de Ernst Terres tournaient autour des énergies fossiles, pétrole, gaz naturel et charbon :
- Betrachtungen zur Technik im Zeitgeschehen, Essen : Girardet, 1950
- Der Stockpunkt von Schmierölen und die Grundlagen von Entparaffinierungsverfahren, Düsseldorf : Verl. Stahleisen, 1950
- Die abendländische Weltanschauung im technischen und kollektivistischen Zeitalter, Karlsruhe : Müller, 1950
- Die Technische Hochschule Friedericiana, Karlsruhe, Karlsruhe : Selbstverl. d. Techn. Hochschule, 1950
- Zum 100. Geburtstag von Hans Bunte, Karlsruhe : C. F. Müller, 1950
- Was müssen die deutsche Industrie und Wirtschaft von den Vereinigten Staaten von Amerika lernen?, München-Oldenbourg, 1929
- Das Ölproblem in Politik und Wissenschaft, Braunschweig : Westermann, 1927
- Über Reparation und Wirtschaft, Braunschweig : Westermann, 1926
- Experimentaluntersuchungen über Verbrennungsgase von Flammen und Motoren, München, 1914

## Sources
- Walther Killy, Rudolf Vierhaus : Terres, Ernst, in Deutsche Biographische Enzyklopädie, Schlumberger - Thiersch, Volume 9, K.G. Saur, Munich, 2008 (p. 892).
- Walther Killy ; Rudolf Vierhaus : Terres, Ernst, in Dictionary of German Biography, vol. 9, Walter de Gruyter, 2005.